# Арбузово (деревня, Тверская область)
Арбузово — деревня в Нелидовском городском округе Тверской области.

## География
Находится в юго-западной части Тверской области на расстоянии приблизительно 23 км на северо-запад по прямой от города Нелидово у Торопецкого тракта.

## История
На карте 1941 года отмечена как поселение с 25 дворами. До 2018 года входила в состав ныне упразднённого Нелидовского сельского поселения.

## Население
Численность населения: 8 человек (русские 100 %) в 2002 году, 1 в 2010.